# Rio Guadiana / Juromenha
Rio Guadiana / Juromenha este o arie protejată (sit de importanță comunitară — SCI) din Portugalia întinsă pe o suprafață de 2.164,54 ha, integral pe uscat.

## Localizare
Centrul sitului Rio Guadiana / Juromenha este situat la coordonatele 38°44′22″N 7°13′56″W / 38.7395°N 7.2321°V.

## Înființare
Situl Rio Guadiana / Juromenha a fost declarat sit de importanță comunitară în iunie 1997 pentru a proteja 4 specii de plante și 35 de specii de animale.

## Biodiversitate
Situată în ecoregiunea mediteraneană, aria protejată conține 5 habitate naturale: Tufărișuri termo-mediteraneene și de pre-deșert, Dehesas cu Quercus spp. perene, Galerii de Salix alba și de Populus alba, Galerii și tufărișuri riverane sudice (Nerio-Tamaricetea și Securinegion tinctoriae), Păduri de Quercus ilex și Quercus rotundifolia.
La baza desemnării sitului se află mai multe specii protejate:
- plante (4): Festuca duriotagana, Marsilea batardae, Narcissus humilis, Salix salvifolia subsp. australis
- păsări (27): lăcar mare (Acrocephalus arundinaceus), fluierar de munte (Actitis hypoleucos), vulturul negru (Aegypius monachus), fâsă de luncă (Anthus pratensis), ciocârlie-cu-degete-scurte (Calandrella brachydactyla), măcăleandru roșcat (Cercotrichas galactotes),  prundaș gulerat mic (Charadrius dubius), barză albă (Ciconia ciconia), erete cenușiu (Circus pygargus), dumbrăveancă (Coracias garrulus), egretă mică (Egretta garzetta), Galerida theklae, rândunică roșcată (Hirundo daurica), sfrâncioc cu cap roșu (Lanius senator), ciocârlie de pădure (Lullula arborea), prigoare (Merops apiaster), gaia neagră (Milvus migrans), pietrar mediteranean (Oenanthe hispanica), grangur (Oriolus oriolus), pitulice-fluierătoare (Phylloscopus trochilus), lăstun de mal (Riparia riparia), silvie de zăvoi (Sylvia borin), silvie roșcată (Sylvia cantillans), silvie de tufiș (Sylvia undata), spârcaci (Tetrax tetrax), sturz-cântător (Turdus philomelos), nagâț (Vanellus vanellus)
- mamifere (3): vidră de râu (Lutra lutra), liliacul mare cu potcoavă (Rhinolophus ferrumequinum), liliacul mic cu potcoavă (Rhinolophus hipposideros)
- pești (3): Luciobarbus comizo, Pseudochondrostoma willkommii, Rutilus alburnoides
- reptile (2): țestoasa de baltă (Emys orbicularis), Mauremys leprosa

Pe lângă speciile protejate, pe teritoriul sitului au mai fost identificate 1 specie de plante, 1 specie de mamifere, 4 specii de pești, 2 specii de reptile.